# Фокстер і Макс (фільм)
«Фокстер і Макс» (назву стилізовано як «Фокстер & Макс») робоча назва «Гав-Рик» (англ. Foxter & Max) — український фантастичний сімейний фільм про пригоди хлопчика та собаки-супергероя від режисера Анатолія Матешка.
Прем'єра стрічки відбулася 19 вересня 2019 року. Телевізійна прем'єра відбулася 10 травня 2020 року на телеканалі «1+1».

## Сюжет
Дванадцятилітній школяр Макс втікає з дому й ховається під мостом. Там він знаходить балончик з нано-фарбами, і малює графіті собаки. Неочікувано намальоване хлопцем графіті оживає та перетворюється в пса-наноробота з суперможливостями. І тепер за ними обома полює небезпечний злочинець, який не зупиниться ні перед чим, аби заволодіти цією могутньою технологією. Хлопець Макс потрапляє у вир пригод, завдяки яким він знаходить справжніх друзів.

## У ролях
Головних героїв, Макса та Соню, грають юні актори з Тернополя Богдан Козій та Віталія Турчин; це їхня перша роль у повнометражному кіно.. Роль собаки-супергероя Фокстера виконав vlogger YouTube, учасник шоу «Україна має талант. Діти», харизматичний пес Амадей.
Роль головного злодія виконав актор з Польщі — Томаш Освецінський.

## Кошторис
Проєкт фільму «Гав-Рик» став переможцем 8-го конкурсного відбору кінопроєктів Держкіно у 2016 році. У 2016 році до Держкіно творці подавали проєкт з розрахунком що бюджет стрічки загалом мав становити приблизно 42,3 млн гривень, а частка Держкіно мала скласти 38,4 млн гривень (тобто ~90,0 % від усього кошторису стрічки).
У червні 2019 року стало відомо, що компанія «Pronto film» з проєктом під назвою «Фокстер і Макс» подається на грант Українського культурного фонду (УКФ) на конкурс з отримання коштів для зйомки, пост-продакшену додаткових сцен та промоції фільму. В результаті проєкт отримав грант УКФ. Проєкт посів 22-ге місце з 217,5 балами. Загальний бюджет на препродакшн стрічки був заявлений у розмірі ₴9,50 млн, з них УКФ просили 100 % (9,50 млн). У кінцевому результаті контракт з УКФ на отримання гранту для препродакшену було підписано на ₴7,0 млн.
Коли творці здавали готовий фільм Держкіно на початку вересня 2019 року, вони також повідомили що загальний бюджет виріс до ₴51,5 млн.
Загалом з заявленого загального кошторису у ₴51,5 млн, держава профінансувала приблизно ₴45,4 млн (₴7,0 млн від УКФ на зйомки, постпродакшн та промоції а також ₴38,4 млн від Держкіно на фільмування, пре- та постпродакшн), що становить ~90,0 % бюджету.

## Виробництво
Над сценарієм фільму «Фокстер і Макс» працювали канадський сценарист Скотт Парізьєн та Анастасія Матешко. Продюсерами стрічки виступають Максим Асадчий та Катерина Копилова. Виробництво фільму здійснювала компанія Pronto Film. Зйомки проходили влітку 2017 року на вулицях Києва. У фільмі використано багато сучасних пристроїв, а також справжніх роботів.
Головних акторів фільму на роль Макса та Соні обирали з 500 претендентів і врешті зупинились на двох тернопільських акторах Богдані Козію та Віталії Турчин.. Дистриб'юцією фільму в Україні займається кінокомпанія MMD. За словами продюсерів, прокат фільму не обмежиться тільки територією України — як поділилися продюсери, вже є домовленості зі словацьким дистриб'ютором і ведуть переговори з чехами та поляками.
Над музичним супроводом до кінострічки працювали композитори В'ячеслав FAME Семенченко та Евген Приходько.

## Реліз
Спочатку планувалося, що фільм вийде в український прокат 25 жовтня 2018 року. Згодом прем'єру перенесли на весну 2019 року, аби краще підготуватися до прокату. Прем'єра стрічки відбулася 19 вересня 2019 року.